# Duszpasterstwo Harcerek i Harcerzy
Duszpasterstwo Harcerek i Harcerzy – zorganizowana działalność społeczna Kościoła, którego początki sięgają 1982 roku, a głównym terenem działania był Kraków (kościółek pw. św. Idziego, o. hm. Dominik Orczykowski OFM, o. hm. Adam Studziński OP). 

## Historia
Działalność Duszpasterstwa Harcerek i Harcerzy przejawiała się głównie w organizowaniu tzw. harcerskich mszy świętych z prywatnej inicjatywy księży – dawnych harcerzy i kapelanów; hierarchia kościelna zachowywała początkowo pewną powściągliwość.
Formalnie Duszpasterstwo powstało w 1985, w oparciu o Instrukcję Kurii Metropolitalnej w Warszawie dla Duszpasterstw Harcerzy – z inicjatywy niejawnego Ruchu Harcerskiego. Naczelnym duszpasterzem został ks. bp Kazimierz Górny. 
W latach 1982–1988 odbywały się Zloty Duszpasterzy Harcerskich: w Krakowie, Ołtarzewie (1982), Gdańsku, Trzebini (1983), Warszawie, Poznaniu (1984), Warszawie, Oświęcimiu-Brzezince (1985), Warszawie (1986), Warszawie, Krakowie, Warszawie (1987), Krakowie i Zakopanem (1988). 
Duszpasterstwo koordynowało także udział harcerstwa w służbie sanitarnej i pomocniczej podczas Pielgrzymki Ojca Świętego do Ojczyzny, co wywołało sprzeciw władz komunistycznych wyrażony min. w piśmie Urzędu ds. Wyznań Sekretariatu Episkopatu Polski, z dn. 23 lipca 1987 roku.
Przeciwko uczestnikom duszpasterstwa harcerskiego przez co najmniej 7 lat Służba Bezpieczeństwa PRL prowadziła działania operacyjne zmierzające do ich kompromitowania i rozbijania środowiska – prowadzono podsłuch telefoniczny, kontrolę korespondencji, przesłuchiwano niepełnoletnich harcerzy, prowadzono zakulisowe naciski na dyrekcje szkół i kierownictwo uczelni, w których uczyli się uczestnicy duszpasterstwa. Znane są przypadki m.in. nacisków SB na Komendę Hufca Chorzów w celu zmiany drużynowej na osobę „o pozytywnych poglądach społeczno-politycznych”, zwolnienia z pracy czy zmuszenia do emigracji instruktorów związanych z duszpasterstwem.